# Lúcio Carlos Cajueiro Souza
Lúcio Carlos Cajueiro Souza, mais conhecido como Lúcio (Olinda, 20 de junho de 1979), é um ex-futebolista brasileiro que atuava como lateral-esquerdo e meio-campista.

## Carreira
Iniciou sua carreira em 1997, nas categorias de base do Unibol, time do futebol pernambucano. Mas foi somente em 2000 que Lúcio estreou como profissional, no São Bento de Sorocaba. Lá, conquistou seu primeiro título, o Campeonato Paulista da Série A3 de 2001 aonde seus principais feitos foram ter sido artilheiro da Série A-3 do Campeonato Paulista, em 2001, pelo Esporte Clube São Bento, de Sorocaba.
Após destaque nos clubes do interior de São Paulo, principalmente no Ituano aonde foi campeão paulista de 2002 pelo clube, Lúcio se transferiu para o São Caetano em 2002 tendo grande visibilidade atuando pelo clube foi contratado para jogar em 2003 pelo Palmeiras, aonde foi campeão do Campeonato Brasileiro de Futebol de 2003 - Série B, ficando no clube durante quase 5 anos, com empréstimo para o São Paulo em 2006 aonde foi campeão brasileiro daquele ano porém sem muita regularidade na titularidade. No dia 05/02/2007, após perder a contratação de Jorge Wagner para o São Paulo, o Grêmio Foot-Ball Porto Alegrense anunciou a sua contratação por empréstimo.

### Grêmio
Após chegar sem muito alarde, mas com boa expectativa devido a sua qualidade já conhecida, Lúcio com 27 anos foi a última contratação gremista para o primeiro semestre de 2007.
O time de Porto Alegre procurava um jogador com experiência na Copa Libertadores da América, uma vez que só contava com o jovem Bruno Teles para a posição. No dia 22/02/2007 fez sua estréia diante do Brasil de Pelotas pelo Campeonato Gaúcho no Estádio Olímpico Monumental estreando com vitória de 6x2. Durante a temporada ele se tornou titular absoluto e incontestável da posição, jogando com muita velocidade, ótimos cruzamentos e posicionamento tático, ganhando o apelido de Lúcio Papa-Léguas da torcida com direito a trapos com sua imagem.
No Grêmio ele foi campeão gaúcho ano e vice-campeão da libertadores, sendo um dos principais jogadores que mais se destacaram, chamando a atenção de muitos clubes exterior e fazendo com o que o Hertha Berlin o contratasse junto ao Palmeiras. Seu último jogo pelo Grêmio foi contra o Palmeiras em 27/07/2007 no Olímpico com placar de 1x1 pelo Campeonato Brasileiro. Foi a melhor fase que ele viveu em sua carreira.

### Hertha Berlin
Foi apresentado no clube em 19/07/2007. Logo no começo sofreu uma lesão que atrapalhou sua passagem na Alemanha após romper o ligamento cruzado do joelho, perdendo seis meses na recuperação, demorando para ganhar ritmo e nunca teve uma sequência no Hertha. Mesmo assim, nessa sua passagem permaneceu no clube até 2009. Lúcio recebeu a informação do então treinador que não seria utilizado nesta temporada e procurou um clube brasileiro para seu retorno. Grêmio, Fluminense e Corinthians tiveram interesse em repatriar Lúcio. E o jogador preferiu o Grêmio. A direção informou que o jogador interessava e o contratou.

### Grêmio
Em 19 de agosto de 2009, foi acertada a sua transferência para o Grêmio por empréstimo até junho de 2010. No dia 14 de fevereiro de 2010, Lúcio rompeu os ligamentos do joelho esquerdo, em partida contra o São José, de Porto Alegre. Ele rompeu os ligamentos cruzado anterior e o colateral medial, tendo de se submeter a uma cirurgia para reparação dos ligamentos, com tempo de retorno aos gramados de aproximadamente seis meses. Após a recuperação da lesão, ele consegue retornar a equipe titular no Grêmio como meio campista, e encerra a temporada 2010 como titular. No final de 2010, o Grêmio firma um novo vinculo com Lúcio pelo período de 2 anos, tendo como fator determinante para a renovação do vínculo o carinho pela torcida por  parte de Lúcio.
Em 16 de março de 2012, Lúcio rescindiu seu contrato com o Grêmio, ficando livre para procurar outro clube.
Em maio de 2012, foi anunciado pelo Náutico para a disputa do Campeonato Brasileiro da Série A.
No dia 20 de março de 2013, Lúcio foi anunciado pelo Fortaleza.
Em janeiro de 2015, Lúcio acertou com o Salgueiro, após ficar 1 ano e meio sem atuar por nenhuma equipe. Foi vice-campeão Pernambucano em 2015.
Após o pernambucano ganhou um oportunidade de ouro e fechou com o Santa Cruz para a disputa da Série B de 2015. Participou do elenco que levou o tricolor de volta a elite do futebol brasileiro.
Em 2016, o atleta transferiu-se para o Veranópolis Esporte Clube Recreativo e Cultural, onde disputou o Campeonato Gaúcho de Futebol de 2016 - Série A.
Em 2017, o jogador anunciou sua transferência para o Taboão da Serra, time conhecido por contratar jogadores experientes do futebol brasileiro.

## Títulos
São Bento
- Campeonato Paulista da Série A3: 2001

Ituano
- Campeonato Paulista: 2002

Palmeiras
- Campeonato Brasileiro - Série B: 2003

São Paulo
- Campeonato Brasileiro: 2006

Grêmio
- Campeonato Gaúcho: 2007 e 2010
- Taça Fronteira da Paz: 2010

### Outras Conquistas
Palmeiras
- Taça 125 Anos do Corpo de Bombeiros: 2005

São Paulo
- Troféu Osmar Santos: 2006
- Troféu João Saldanha: 2006

Grêmio
- Taça Fernando Carvalho: 2010
- Troféu João Saldanha: 2010
- Taça Piratini: 2011

Salgueiro
- Campeão do Interior: 2015

## Artilharias
- Campeonato Paulista - Série A3: 1999 - 17 gols